# Willkommen bei den echten Louds/Episodenliste
Diese Episodenliste enthält alle Episoden der US-amerikanischen Fernsehserie Willkommen bei den echten Louds, sortiert nach der Produktionsreihenfolge. Die Fernsehserie umfasst zwei Staffeln mit 40 Folgen sowie zwei Filme. Es handelt sich um eine Adaption der Zeichentrickserie Willkommen bei den Louds.

## Übersicht
| Staffel                        | Episodenanzahl                 | Erstausstrahlung USA | Erstausstrahlung USA | Deutschsprachige Erstausstrahlung | Deutschsprachige Erstausstrahlung |
| Staffel                        | Episodenanzahl                 | Staffelpremiere      | Staffelfinale        | Staffelpremiere                   | Staffelfinale                     |
| ------------------------------ | ------------------------------ | -------------------- | -------------------- | --------------------------------- | --------------------------------- |
| Weihnachten bei den Louds      | Weihnachten bei den Louds      | 26. November 2021    | 26. November 2021    | 17. Dezember 2021                 | 17. Dezember 2021                 |
| 1                              | 20                             | 3. November 2022     | 29. Juni 2023        | 8. Mai 2023                       | 27. Oktober 2023                  |
| Halloween bei den echten Louds | Halloween bei den echten Louds | 28. September 2023   | 28. September 2023   | 18. Oktober 2024                  | 18. Oktober 2024                  |
| 2                              | 20                             | 19. Februar 2024     | 26. November 2024    | 24. Juni 2024                     | 22. November 2024                 |

## 1. Film
Am 19. Februar 2020 wurde eine Realverfilmung von Willkommen bei den Louds angekündigt. Der Film sollte ursprünglich Ende 2020 in den USA ausgestrahlt werden, die Produktion wurde jedoch um ein Jahr verschoben. Der Film feierte am 26. November 2021 in den USA bei Nickelodeon seine Premiere und erschien am selben Tag beim Streamingdienst Paramount+. In Deutschland wurde der Film am 17. Dezember 2021 erstmals gesendet.
| Nr. (ges.) | Nr. (St.) | Deutscher Titel           | Originaltitel          | Erstausstrahlung USA | Deutschsprachige Erstausstrahlung (DE) |
| ---------- | --------- | ------------------------- | ---------------------- | -------------------- | -------------------------------------- |
| 1          | 1         | Weihnachten bei den Louds | A Loud House Christmas | 26. Nov. 2021        | 17. Dez. 2021                          |

## Staffel 1
Am 24. März 2022 wurde die Produktion der ersten Staffel angekündigt. Sowohl in Deutschland als auch den USA feierten alle Folgen bei Nickelodeon ihre Premiere.
| Nr. (ges.) | Nr. (St.) | Deutscher Titel                   | Originaltitel                                                              | Erstausstrahlung USA | Deutschsprachige Erstausstrahlung (DE) |
| ---------- | --------- | --------------------------------- | -------------------------------------------------------------------------- | -------------------- | -------------------------------------- |
| 1          | 1         | Der Halbgeburtstag                | The Machon Man with the Plan                                               | 3. Nov. 2022         | 8. Mai 2023                            |
| 2          | 2         | Putztag                           | The Chore Thing                                                            | 10. Nov. 2022        | 9. Mai 2023                            |
| 3          | 3         | Wahre Freundschaft                | Ro-Bro                                                                     | 1. Dez. 2022         | 10. Mai 2023                           |
| 4          | 4         | Der Pickel                        | The Blemish Dilemish                                                       | 17. Nov. 2022        | 11. Mai 2023                           |
| 5          | 5         | Hör auf dein Herz                 | The Manager with the Planager                                              | 12. Jan. 2023        | 12. Mai 2023                           |
| 6          | 6         | Elternsprechtag                   | The Banana Split Decision                                                  | 24. Nov. 2022        | 13. Mai 2023                           |
| 7          | 7         | Chaos Clyde                       | The Guy Who Makes You Fly                                                  | 5. Jan. 2023         | 15. Mai 2023                           |
| 8          | 8         | Der Schulball                     | I Wanna Hold Your Hand                                                     | 8. Dez. 2022         | 16. Mai 2023                           |
| 9          | 9         | Es war einmal – Teil 1            | The Princess and the Everlasting Emerald: A Royal Woods Fairytale – Part 1 | 2. Feb. 2023         | 17. Mai 2023                           |
| 10         | 10        | Es war einmal – Teil 2            | The Princess and the Everlasting Emerald: A Royal Woods Fairytale – Part 2 | 9. Feb. 2023         | 18. Mai 2023                           |
| 11         | 11        | Ein Herz und eine Seele           | Heart and Soul                                                             | 19. Jan. 2023        | 16. Okt. 2023                          |
| 12         | 12        | Kein Einlass für Louds            | No Louds Allowed                                                           | 26. Jan. 2023        | 17. Okt. 2023                          |
| 13         | 13        | Ein wahrer Held                   | Home Is Where the Hero Is                                                  | 15. Juni 2023        | 20. Okt. 2023                          |
| 14         | 14        | Ein Tag wie kein anderer          | Sweet Dreams Are Made of Cheese                                            | 22. Juni 2023        | 21. Okt. 2023                          |
| 15         | 15        | Wer anderen einen Streich spielt… | Spelling and Doorbelling                                                   | 15. Juni 2023        | 25. Okt. 2023                          |
| 16         | 16        | Die Übernachtungsparty            | All Is Fair in Love and Sleepovers                                         | 22. Juni 2023        | 23. Okt. 2023                          |
| 17         | 17        | Die Spuckball-Schlacht            | Better Together                                                            | 8. Juni 2023         | 19. Okt. 2023                          |
| 18         | 18        | Kumpel-Tag!                       | Some Buddy to Love                                                         | 29. Juni 2023        | 26. Okt. 2023                          |
| 19         | 19        | Der beste Muttertag aller Zeiten  | What’s a Mother to Redo                                                    | 1. Juni 2023         | 18. Okt. 2023                          |
| 20         | 20        | Die Royal Woods Talentshow        | Little-ol-lady-whoooo Has Talent                                           | 29. Juni 2023        | 27. Okt. 2023                          |

## 2. Film
Ein zweiter Film wurde am 4. April 2023 angekündigt. Am 28. September 2023 wurde er in den USA erstmals bei Nickelodeon ausgestrahlt. Die deutsche Veröffentlichung folgt am 18. Oktober 2024 bei Paramount+. Einen Tag später war der Film auch im Fernsehen bei Nickelodeon Deutschland zu sehen.
| Nr. (ges.) | Nr. (St.) | Deutscher Titel                | Originaltitel               | Erstausstrahlung USA | Deutschsprachige Erstausstrahlung (DE) |
| ---------- | --------- | ------------------------------ | --------------------------- | -------------------- | -------------------------------------- |
| 2          | 2         | Halloween bei den echten Louds | A Really Haunted Loud House | 28. Sep. 2023        | 18. Okt. 2024                          |

## Staffel 2
Eine zweite Staffel wurde am 4. April 2023 angekündigt. Die Episoden wurden sowohl in den USA als auch in Deutschland zuerst bei Nickelodeon gesendet. Folge 21 und 22 sowie 31 bis 40 wurden in Deutschland allerdings zuerst bei Paramount+ veröffentlicht.
| Nr. (ges.) | Nr. (St.) | Deutscher Titel                          | Originaltitel                                           | Erstausstrahlung USA | Deutschsprachige Erstausstrahlung (DE) |
| ---------- | --------- | ---------------------------------------- | ------------------------------------------------------- | -------------------- | -------------------------------------- |
| 21         | 1         | Ein unvergessliches Musical – Teil 1     | A Musical to Remember – Part 1                          | 19. Feb. 2024        | 5. Juli 2024                           |
| 22         | 2         | Ein unvergessliches Musical – Teil 2     | A Musical to Remember – Part 2                          | 19. Feb. 2024        | 5. Juli 2024                           |
| 23         | 3         | Nette Typen kommen weiter                | Nice Guys Finish First                                  | 3. Juni 2024         | 28. Juni 2024                          |
| 24         | 4         | Nie wieder Sport                         | Get Out of Dodgeball                                    | 5. Juni 2024         | 27. Juni 2024                          |
| 25         | 5         | Eine Freundin fürs Leben                 | Last Friend Standing                                    | 13. März 2024        | 25. Juni 2024                          |
| 26         | 6         | Der zwölfte Loud                         | Louder by the Dozen                                     | 20. März 2024        | 26. Juni 2024                          |
| 27         | 7         | Liebe liegt in der Luft                  | Louds in Love                                           | 10. Juni 2024        | 1. Juli 2024                           |
| 28         | 8         | Jungs-Wochenende!                        | The Other Man with Way Better Plans                     | 11. Juni 2024        | 2. Juli 2024                           |
| 29         | 9         | Eine Geburtstagsüberraschung für Charlie | The Tennessee Surprise: Love Is in the Air              | 6. März 2024         | 24. Juni 2024                          |
| 30         | 10        | Das Loud’sche Familiengericht            | Loud Family Court: The Flames of Justice                | 4. Juni 2024         | 3. Juli 2024                           |
| 31         | 11        | McCloud gegen die Roboter                | McLouds vs Machine                                      | 12. Juni 2024        | 22. Nov. 2024                          |
| 32         | 12        | Das große kleine Schwestern-Abenteuer    | Little Sisters’ Big Adventure                           | 18. Juni 2024        | 22. Nov. 2024                          |
| 33         | 13        | Die Louds haben den Blues                | Loud Blues                                              | 17. Juni 2024        | 22. Nov. 2024                          |
| 34         | 14        | Was wollen Frauen                        | The Boyfriend Stays in the Picture                      | 19. Juni 2024        | 22. Nov. 2024                          |
| 35         | 15        | Gelobt sei das Nichtstun                 | The Man with the Backup Plan                            | 18. Sep. 2024        | 22. Nov. 2024                          |
| 36         | 16        | Die Odyssee                              | The Odyssey                                             | 25. Sep. 2024        | 22. Nov. 2024                          |
| 37         | 17        | Die Loud-Haus-Triple-Decker-Party        | A Tale of Three Parties                                 | 2. Okt. 2024         | 22. Nov. 2024                          |
| 38         | 18        | Schöne Überraschung                      | Game Night                                              | 9. Okt. 2024         | 22. Nov. 2024                          |
| 39         | 19        | Epische Reinfälle                        | Epic Tales of Epic Fales: The Madman with the Plan      | 16. Okt. 2024        | 22. Nov. 2024                          |
| 40         | 20        | Das beste Thanksgiving aller Zeiten      | A Really Loud Thanksgiving: The Gobble Squabble Debacle | 26. Nov. 2024        | 22. Nov. 2024                          |